# Ophiocten centobi
Ophiocten centobi is een slangster uit de familie Ophiuridae.
De wetenschappelijke naam van de soort werd in 1982 gepubliceerd door Paterson, Tyler & Gage.